# Torcé-Viviers-en-Charnie
Torcé-Viviers-en-Charnie település Franciaországban, Mayenne megyében. Lakosainak száma 770 fő (2022. január 1.). Torcé-Viviers-en-Charnie Voutré, Sainte-Suzanne-et-Chammes, Chemiré-en-Charnie, Neuvillette-en-Charnie, Parennes, Rouessé-Vassé, Saint-Denis-d’Orques és Blandouet-Saint Jean községekkel határos.

## Népesség
A település népessége az elmúlt években az alábbi módon változott:
| Lakosok száma | 498  | 663  | 647  | 730  | 761  | 763  | 756  | 765  | 767  | 770  |
|               | 1968 | 1982 | 1990 | 2006 | 2013 | 2015 | 2017 | 2019 | 2020 | 2022 |